# Sjubarkuduk
Sjubarkuduk (kazakiska: Shubarqudyq, ryska: Шубаркудук) är en ort i Kazakstan.   Den ligger i oblystet Aqtöbe, i den västra delen av landet, 1 100 km väster om huvudstaden Astana. Sjubarkuduk ligger 191 meter över havet och antalet invånare är 11 733.
Terrängen runt Sjubarkuduk är platt, och sluttar västerut. Runt Sjubarkuduk är det mycket glesbefolkat, med 2 invånare per kvadratkilometer. Det finns inga andra samhällen i närheten. Trakten runt Sjubarkuduk består i huvudsak av gräsmarker.